# 克拉特卡 (明尼蘇達州)
克拉特卡（英語：Kratka）是位於美國明尼蘇達州彭寧頓縣克拉特卡鎮區的一個非建制地區。

## 歷史
克拉特卡得名自早期商人弗蘭克·H·克拉特卡（Frank H. Kratka）。克拉特卡的郵局於1904年設立，其後於1928年停運。

## 地理
克拉特卡所處的海拔為高於海平面350米（即1148英呎），而該地所採用的時區為UTC-6，即北美中部時區（CST）。同時該地設有夏令時間，為UTC-6調快一小時，即UTC-5（CDT）。